# Agence QMI
 (août 2018).
L'Agence QMI, une division de Québecor Média, est une agence de presse intégrée. Fondée en 2009, elle propose des prestations dans plusieurs médias du Québec.

## Historique
Créé à l'automne 2008 alors que les journalistes syndiqués du Journal de Montréal sont en lock-out depuis de nombreux mois, l'Agence QMI est fondée quelques mois avant que Quebecor Média se retire de la coopérative La Presse Canadienne en 2009,. Ce service de nouvelle interne entre en service alors que les syndiqués du Journal de Québec et du Journal de Montréal défendent l'étanchéité des salles de nouvelles des médias de Quebecor alors que la partie patronale souhaitait davantage l'intégration des équipes de manière que de mêmes contenus puissent être utilisés sur plusieurs plateformes. Les syndiqués du Journal de Montréal ont contesté la légalité de l'emploi de l'Agence QMI dans le Journal de Montréal prétextant que cela allait à l'encontre des dispositions anti-briseurs de grève du Code du travail; ce que la Cour supérieure du Québec n'a pas confirmé.

## Diffusion
Les contenus de l'agence QMI sont diffusés, entre autres, dans le Journal de Montréal,  le Journal de Québec, le journal gratuit 24H Montréal et autrefois sur le site Canoe.ca ainsi que dans son ancienne filiale anglophone Sun Media.